# Comuna Mămăliga, Noua Suliță
Mămăliga (în ucraineană Мамалига, transliterat: Mamalîha) este o comună în raionul Noua Suliță, regiunea Cernăuți, Ucraina, formată din satele Coșuleni și Mămăliga (reședința).

## Demografie
Componența lingvistică a comunei Mămăliga
     Română (89,81%)
     Ucraineană (7,29%)
     Rusă (2,84%)
     Alte limbi (0,06%)
Conform recensământului din 2001, majoritatea populației comunei Mămăliga era vorbitoare de română (89,81%), existând în minoritate și vorbitori de ucraineană (7,29%) și rusă (2,84%).